# Neuraeschna clavulata
Neuraeschna clavulata – gatunek ważki z rodziny żagnicowatych (Aeshnidae).